# Arc Héré

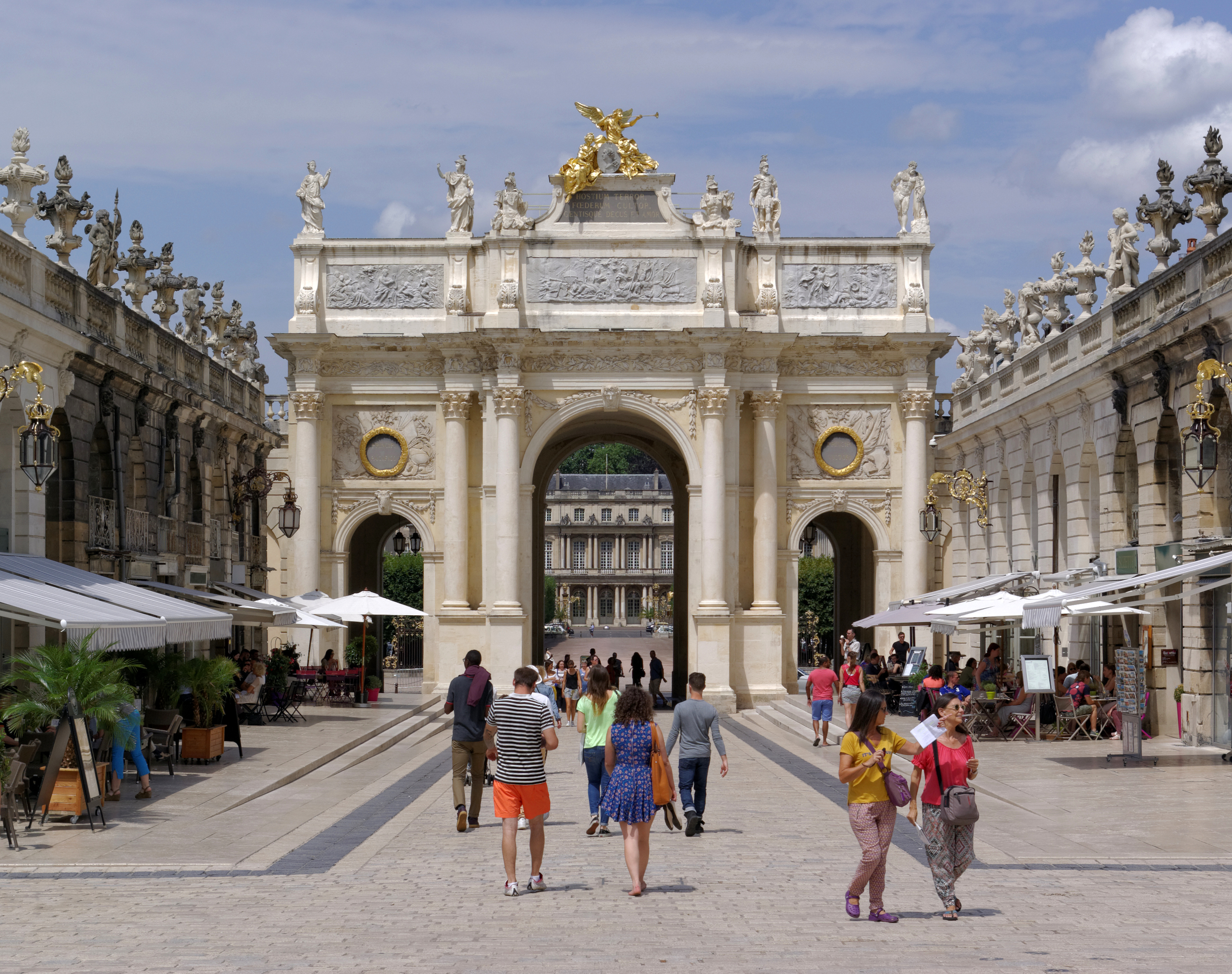
Arc Héré in Nancy

Der Arc Héré ist ein Triumphbogen in Nancy in Frankreich.

## Geschichte
Der Arc Héré wurden von 1752 bis 1755 von Stanislaus I. Leszczyński zu Ehren Ludwigs XV. errichtet.

## Beschreibung
Die Anlage ist 15 Meter hoch und 60 Meter breit. Der Triumphbogen bildet den nördlichen Abschluss der Place Stanislas zur Place de la Carrière. Das Tor wurde von Emmanuel Héré mitten in die Stadtmauer, die Alt- und Neustadt trennte, hineingebaut. Es erinnert an die Triumphbögen, die die römischen Herrscher zu ihrer eigenen Ehre errichten ließen, besonders an den Septimius-Severus-Bogen in Rom. Die Fassade an der Rue Héré ist von einem Mitteldurchgang durchbrochen, der einen Risalit bildet. Die Attika ist mit drei großen Flachreliefs verziert, Statuen verlängern die Vertikale der Säulen. Dieses Schmuckwerk hat Krieg und Frieden zum Thema (als Erinnerung an den Sieg von Moritz Graf von Sachsen 1745 bei Fontenoy und den Frieden von Aachen 1748). Ein vergoldeter Medaillon mit Ludwig XV. als Profil schließt den Triumphbogen ab, darunter befindet sich die Widmung auf Latein (mit Übersetzung):

HOSTIUM TERROR / Der Feinde Schrecken

FOEDERUM CULTOR / Der Bündnisse Knüpfer

GENTISQUE DECUS ET AMOR / Des Volkes Zierde und Liebe

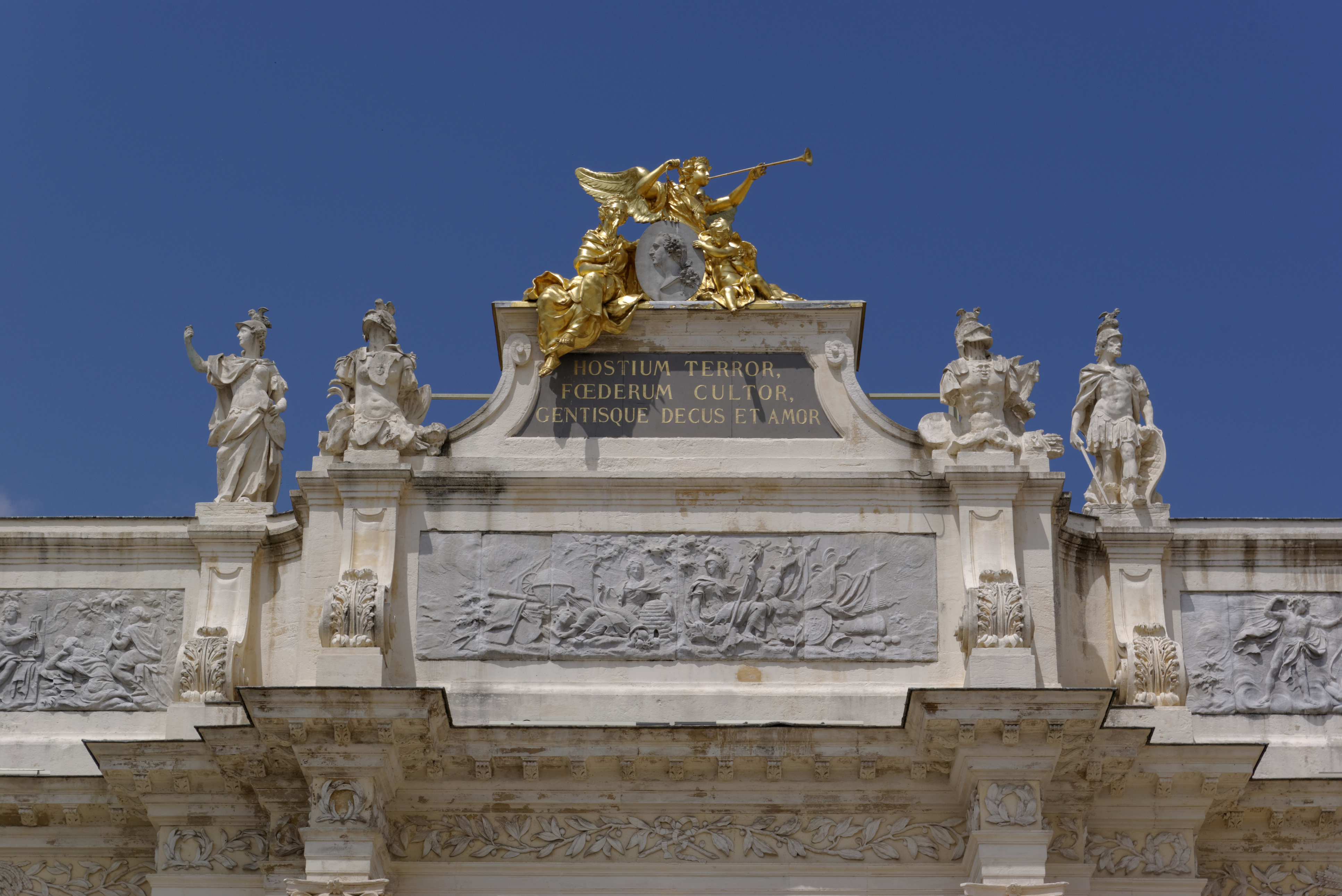
Oberer Abschluss des Arc Héré
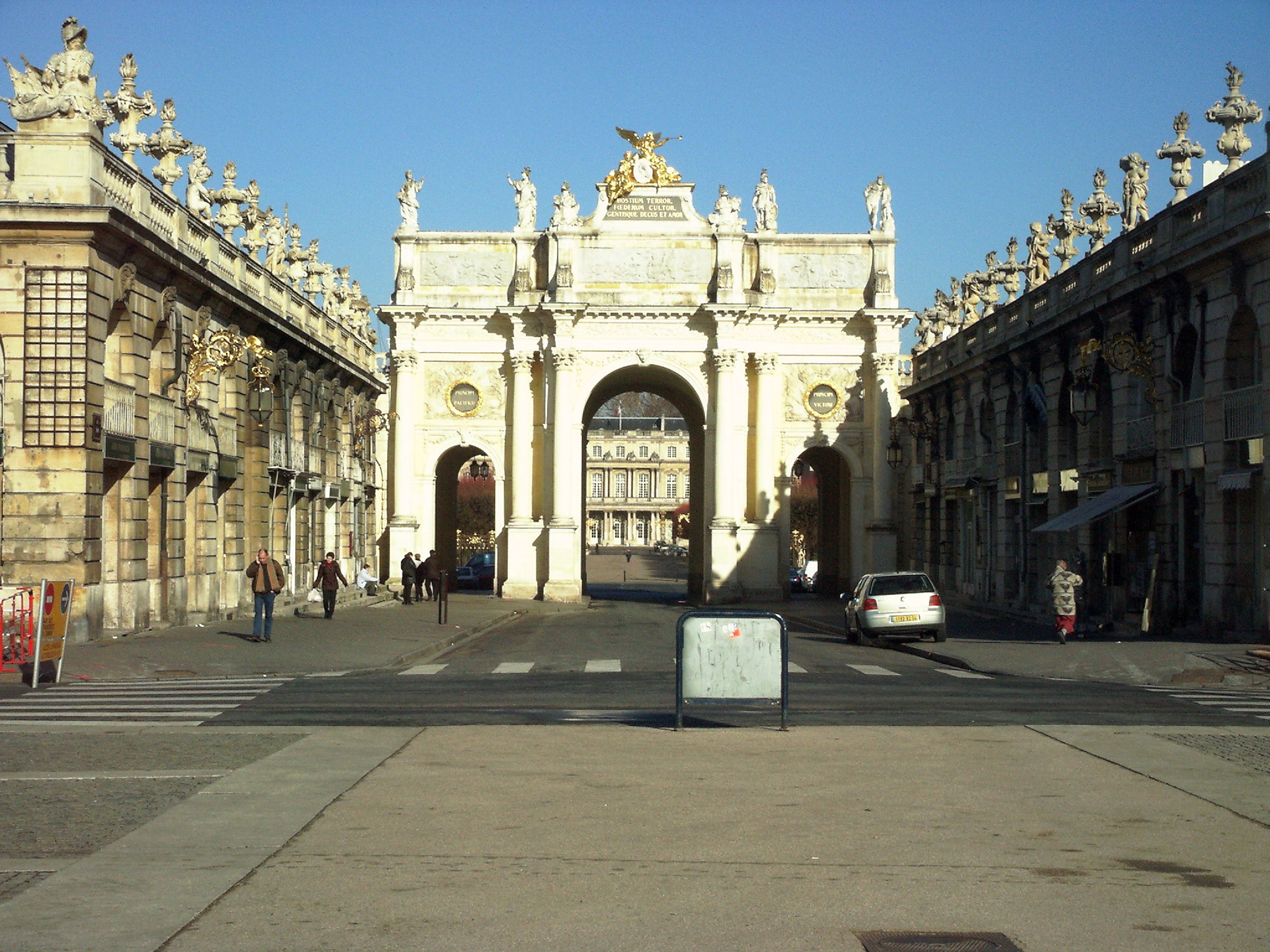
Zustand Februar 2004